# Korona Sudetów
Korona Sudetów – odznaka turystyczna ustanowiona w 2001 roku przez Komisję Turystyki Górskiej Oddziału Wrocławskiego PTTK. Celem odznaki jest popularyzacja Sudetów, jako gór leżących na styku granic trzech państw – Polski, Czech i Niemiec. Aby zdobyć odznakę należy wejść na najwyższe szczyty 22 pasm w Sudetach.
Do końca 2011 roku zdobyto 467 odznak, z czego kilka trafiło ponownie do tych samych osób.

## Szczyty Korony Sudetów
Poniższa tabela przedstawia szczyty należące do Korony Sudetów (na podstawie wykazu w książeczce odznaki „Korona Sudetów”)
| Szczyty Korony Sudetów | Szczyty Korony Sudetów                   | Szczyty Korony Sudetów                                     | Szczyty Korony Sudetów         | Szczyty Korony Sudetów |
| Lp.                    | Makroregion                              | Mezoregion                                                 | Najwyższy szczyt               | Wysokość m n.p.m.      |
| ---------------------- | ---------------------------------------- | ---------------------------------------------------------- | ------------------------------ | ---------------------- |
| 1                      | Sudety Zachodnie (czes. Západní Sudety)  | Góry Łużyckie (czes. Lužické hory; niem. Zittauer Gebirge) | Luż (czes. Luž; niem. Lausche) | 793                    |
| 2                      | Sudety Zachodnie (czes. Západní Sudety)  | Grzbiet Jesztiedzki (czes. Ještědsko-kozákovský hřbet)     | Ještěd                         | 1012                   |
| 3                      | Sudety Zachodnie (czes. Západní Sudety)  | Góry Izerskie (czes. Jizerské hory)                        | Wysoka Kopa                    | 1126                   |
| 4                      | Sudety Zachodnie (czes. Západní Sudety)  | Karkonosze (czes. Krkonoše)                                | Śnieżka (czes. Sněžka)         | 1602                   |
| 5                      | Sudety Zachodnie (czes. Západní Sudety)  | Rudawy Janowickie                                          | Skalnik                        | 945                    |
| 6                      | Sudety Zachodnie (czes. Západní Sudety)  | Góry Kaczawskie                                            | Skopiec                        | 724                    |
| 7                      | Sudety Środkowe (czes. Střední Sudety)   | Góry Jastrzębie (czes. Jestřebí hory)                      | Žaltman                        | 741                    |
| 8                      | Sudety Środkowe (czes. Střední Sudety)   | Góry Kamienne                                              | Waligóra                       | 936                    |
| 9                      | Sudety Środkowe (czes. Střední Sudety)   | Góry Wałbrzyskie                                           | Borowa                         | 853                    |
| 10                     | Sudety Środkowe (czes. Střední Sudety)   | Góry Sowie                                                 | Wielka Sowa                    | 1015                   |
| 11                     | Sudety Środkowe (czes. Střední Sudety)   | Góry Bardzkie                                              | Kłodzka Góra                   | 765                    |
| 12                     | Sudety Środkowe (czes. Střední Sudety)   | Góry Stołowe                                               | Szczeliniec Wielki             | 919                    |
| 13                     | Sudety Środkowe (czes. Střední Sudety)   | Góry Bystrzyckie                                           | Jagodna                        | 977                    |
| 14                     | Sudety Środkowe (czes. Střední Sudety)   | Góry Orlickie (czes. Orlické hory)                         | Velká Deštná                   | 1115                   |
| 15                     | Sudety Wschodnie (czes. Východní Sudety) | Góry Złote i Bialskie (czes. Rychlebské hory)              | Smrek (czes. Smrk)             | 1127                   |
| 16                     | Sudety Wschodnie (czes. Východní Sudety) | Masyw Śnieżnika (czes. Králický Sněžnik)                   | Śnieżnik                       | 1425                   |
| 17                     | Sudety Wschodnie (czes. Východní Sudety) | Zábřežská vrchovina                                        | Lázek                          | 714                    |
| 18                     | Sudety Wschodnie (czes. Východní Sudety) | Hanušovická vrchovina                                      | Jeřáb                          | 1003                   |
| 19                     | Sudety Wschodnie (czes. Východní Sudety) | Wysoki Jesionik (czes. Hrubý Jeseník)                      | Pradziad (czes. Praděd)        | 1491                   |
| 20                     | Sudety Wschodnie (czes. Východní Sudety) | Góry Opawskie (czes. Zlatohorská vrchovina)                | Příčný vrch                    | 975                    |
| 21                     | Sudety Wschodnie (czes. Východní Sudety) | Niski Jesionik (czes. Nízký Jeseník)                       | Slunečná                       | 802                    |
| 22                     | Przedgórze Sudeckie                      | (Masyw Ślęży)                                              | Ślęża                          | 718                    |